# 아라이주쿠역
아라이주쿠역(일본어: 新井宿駅, あらいじゅくえき)은 일본 사이타마현 가와구치시에 있는 철도역이다.

## 타는 곳

### 사이타마 고속철도
| 1 | ■ 사이타마 고속철도선 | 우라와미소노 방면                         |
| 2 | ■ 사이타마 고속철도선 | 아카바네이와부치・히요시・신요코하마 방면 |

## 이용 현황
- 2008년 하루 평균 4300명. 현재 사이타마 고속철도선내 최소의 이용객이다.

## 역세권 정보

### 1번 출구
- 세븐 일레븐
- 국도 제122호
- 가와구치시 의료 센터
- 가와구치 그린 센터
- 돈 키호테 카와구치아라이주쿠 점
- 이온스타일 아라이주쿠에키마에 점

### 2번 출구
- 하토가야 사쿠라기초 우체국
- 오나리사카 공원
- 히가시하토가야 단지
- 사이타마현도 105호 사이타마·하토가야선(닛코오나리가도)
- 사이타마현도 161호 코시가야·하토가야선

## 역사
- 2001년 3월 28일 - 영업 개시.

## 화랑

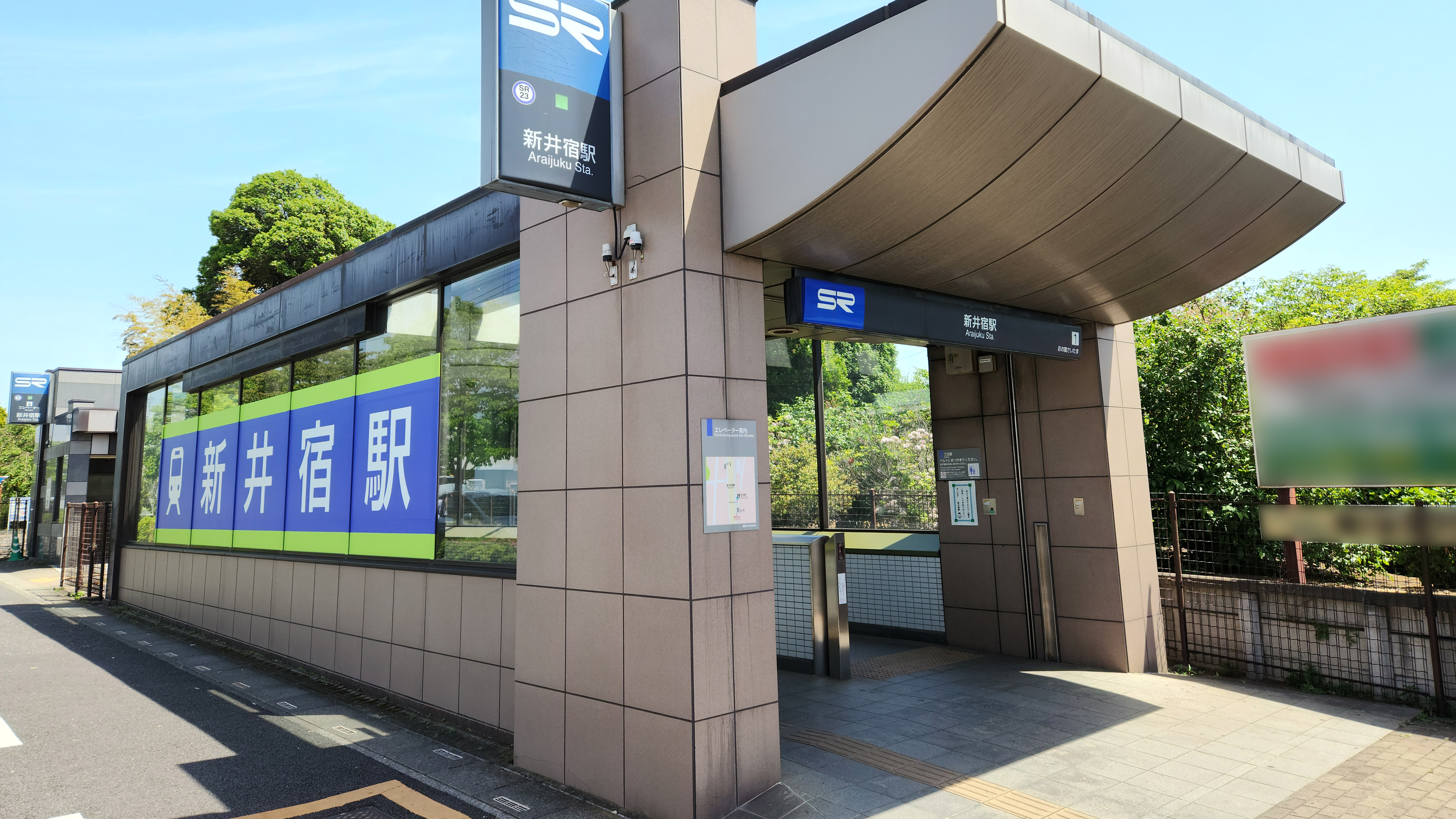
1번 출입구(2023년 5월)
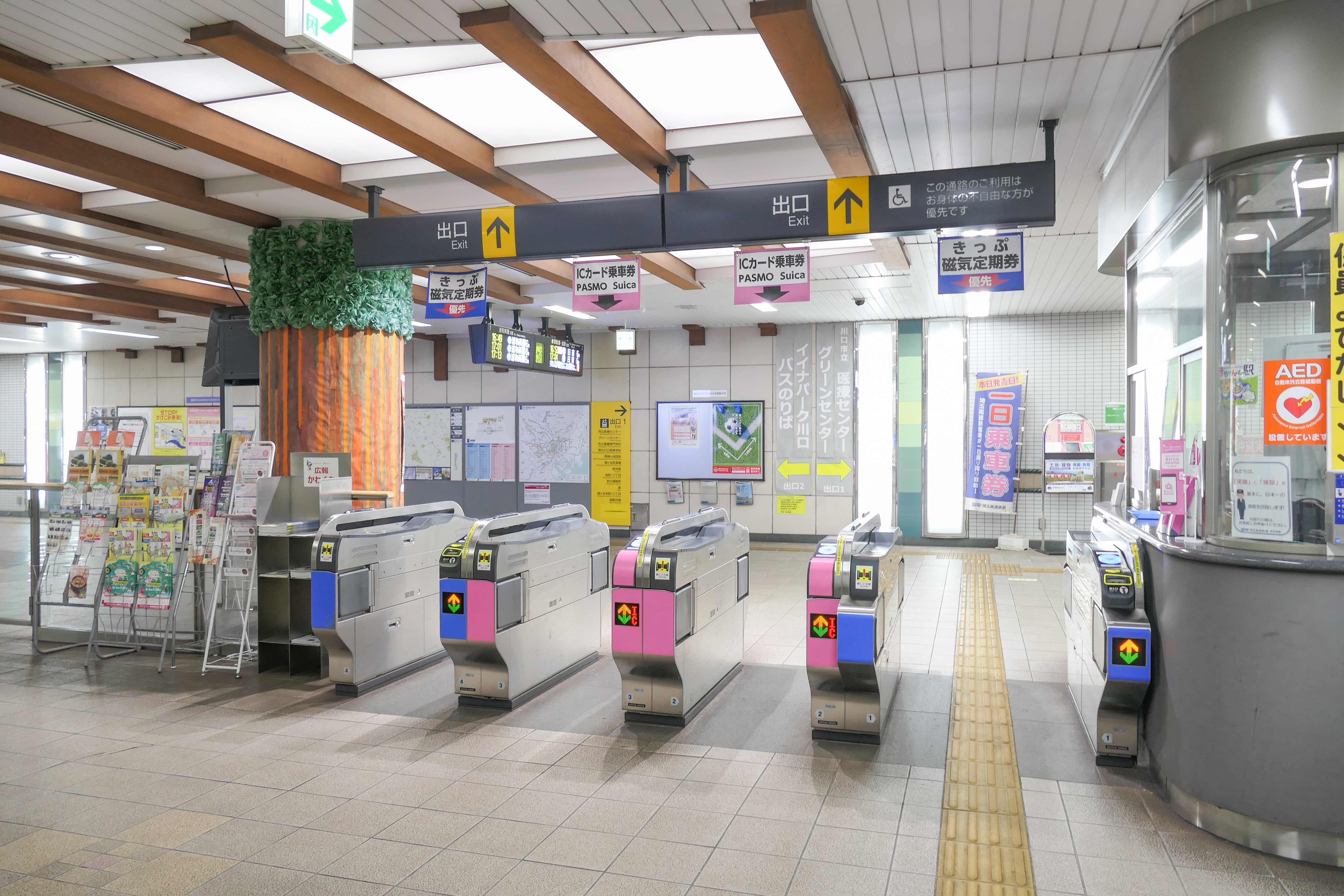
개찰(2022년 12월)

## 인접역
| 사이타마 고속철도 ■ 사이타마 고속철도 선 | 사이타마 고속철도 ■ 사이타마 고속철도 선 | 사이타마 고속철도 ■ 사이타마 고속철도 선 |
| ---------------------------------------- | ---------------------------------------- | ---------------------------------------- |
| SR 22 하토가야 아카바네이와부치 방면     |                                          | 도즈카안교 SR 24 우라와미소노 방면       |